# Sophia-Jacoba

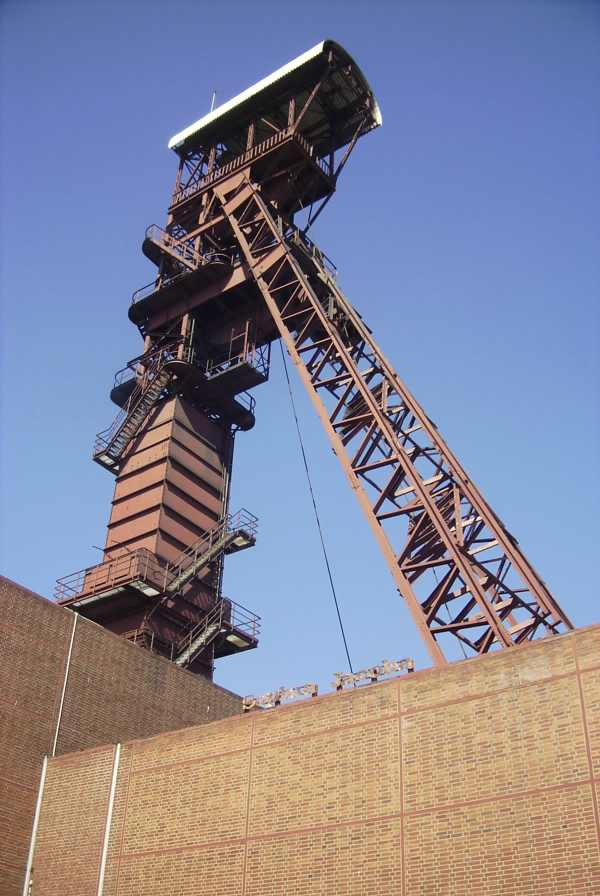
Schachtbok Schacht 3 (Industrieel monument)

De Sophia-Jacobamijn in Hückelhoven was onderdeel van het Akens steenkoolbekken en produceerde van 1914 tot de sluiting in 1997 antraciet. Sinds 1960 stond de mijn bekend als de modernste steenkoolmijn van Europa.

## Geschiedenis
Het Roerdal is geologisch gezien een slenk, de roerdalslenk. Aan de zuidwestzijde dagzoomt steenkool in het Wormbekken, waar al in de middeleeuwen op industriële schaal steenkool werd gedolven. Naar de Roer toe daalt de top van het steenkoolhoudend carboon door middel van enkele sterke breuktrappen snel af. In het roerdal zelf ligt de steenkool beneden de economisch winbare diepte van 1000 m en in de 19e eeuw werd aangenomen dat ook aan de andere zijde van de Roer de steenkool niet op een winbare diepte zou worden aangetroffen.

### Gewerkschaft Hückelhoven

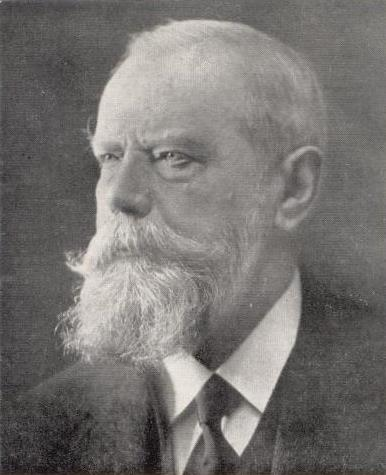
Friedrich Honigmann

De Dürense mijnbouwondernemer Friedrich Honigmann wilde dat niet geloven en begon in 1885 met proefboringen in de omgeving van Hückelhoven en trof daar inderdaad antraciet op een winbare diepte aan. Hij verkreeg tot 1899 een totaal van 29 concessies voor de winning van steenkool. Economisch werd mijnbouw pas mogelijk toen in 1908 een spoorlijn tussen Baal en Roermond werd gepland die ook langs Hückelhoven zou lopen (zie Spoorlijn Jülich - Dalheim). Tegelijk met de opening van de spoorlijn in 1911 werd met de aanleg van twee schachten begonnen, die respectievelijk in 1914 en 1919 voltooid werden. Vanaf 1914 werd − eerst nog met slechts 8 mijnwerkers − de eerste antraciet gedolven. Honigmann maakte dit niet meer mee, omdat hij in 1913 overleed. Zijn zoon Eduard nam het korte tijd over, maar sneuvelde al in 1915 tijdens de Eerste Wereldoorlog.

### Sophia-Jacoba
Tussen 1916 en 1920 verwierf Frits Fentener van Vlissingen van de Steenkoolhandelsvereniging (SHV) alle aandelen van de erven Honigmann. Fentener van Vlissingen bracht de aandelen onder in NEMOS (Nederlandsche Maatschappij tot Ontginning van de Steenkolenvelden). De mijn "Gewerkschaft Hückelhoven" werd in 1917 omgedoopt tot "Sophia-Jacoba", naar de voornamen van Sophia Schout Velthuijs en Jacoba Philippina van Dam, de echtgenoten van respectievelijk Frits Fentener van Vlissingen en de mijndirecteur Isaäc Pieter de Vooys.

Concessies in het Akens Steenkooldistrict in 1937

### Opbouw
Van 1925 tot 1940 was Gerard Jan de Vooys technisch directeur. In 1926 was het personeelsbestand van de mijn gegroeid tot 2161 medewerkers, toenemend in 1933 tot 3395. Om in de snelgroeiende behoefte aan woonruimte te voorzien werd tussen 1921 en 1926 de arbeiderswijk Schaufenberg gebouwd. In 1929 werd een mijnschool geopend.
In 1927 werd met de aanleg van schacht 3 begonnen, die met de plaatsing van een schachtbok in 1934 in bedrijf werd genomen. Eveneens in 1934 werd schacht 4 bij Ratheim in bedrijf genomen, die eerst als lucht- en materiaalschacht dienstdeed. In 1936 had de mijn ongeveer 4500 mensen in dienst. Grote hoeveelheden steenkool werden geëxporteerd door de Nederlandse eigenaar. De lage lonen in de jaren 30 leidden onder het personeel tot misnoegen jegens de nationaalsocialistische economische politiek. In 1937 werden de eerste diesellocs ondergronds ingevoerd, daarnaast bleven mijnpony's nog tot 1951 in gebruik.

### WOII-frontlinie
In de herfst van 1944, tijdens de Tweede Wereldoorlog, kwam met het oprukken van de geallieerden tot aan de Roer de mijn onder heftig artillerievuur te liggen, waardoor grote delen van de mijngebouwen aan de oppervlakte en driekwart van de woningen die eigendom waren van de mijnmaatschappij werden verwoest. Het personeel werd geëvacueerd, een noodbemanning verzekerde nog tot januari 1945 het voortbestaan van de mijn, maar ook die groep moest toen het frontgebied verlaten. Op 25 februari 1945 werd via een geallieerd bruggenhoofd over de Roer in Hückelhoven de opmars naar Roermond en Wesel voortgezet (Operatie Grenade). Door het stoppen van de pompinstallatie verzamelde zich onder het 360-meterniveau meer dan een miljoen m3 water, dat na de oorlog moest worden weggepompt.

### Centralisering

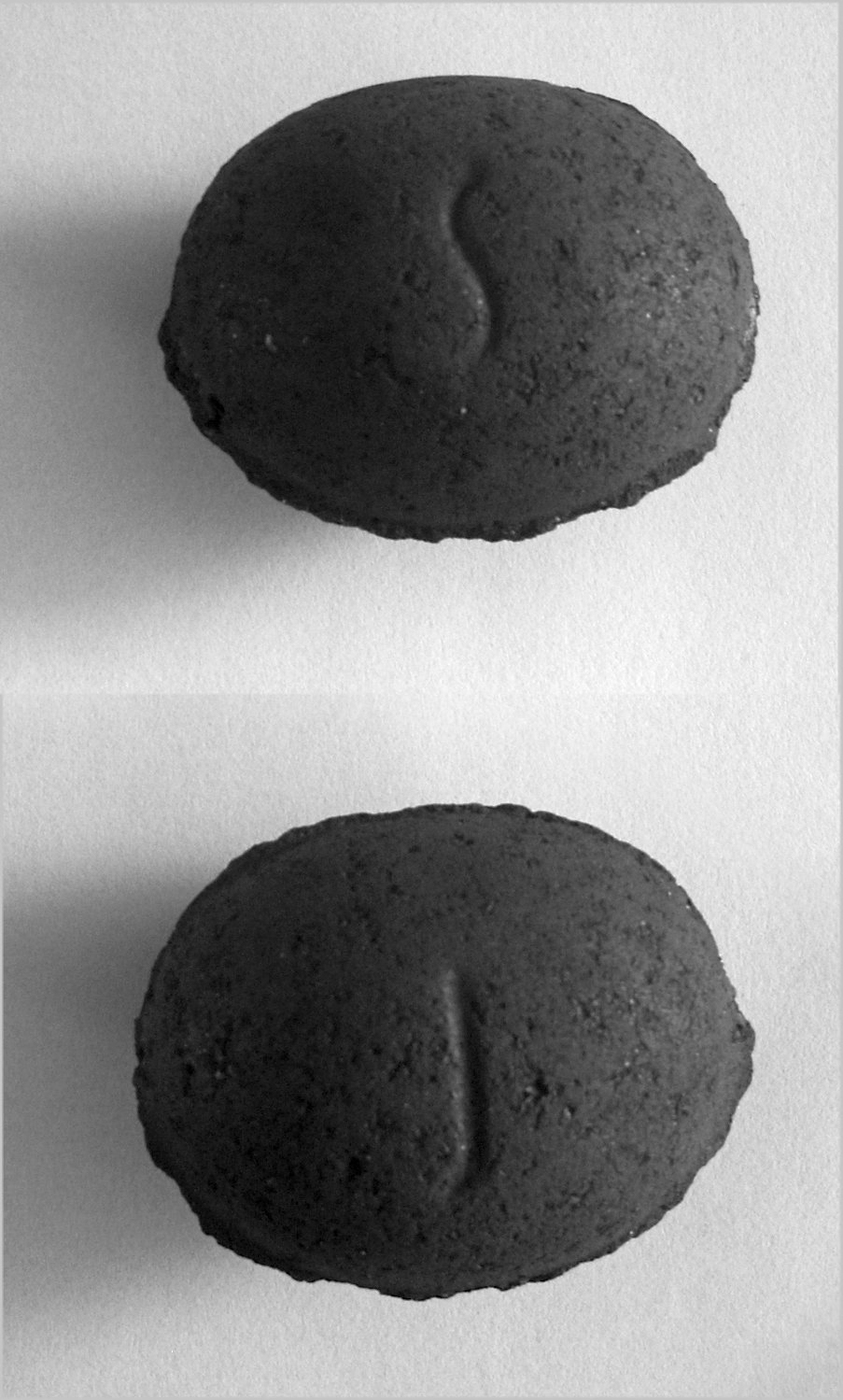
Een Sophia-Jacoba eierkoolbriket

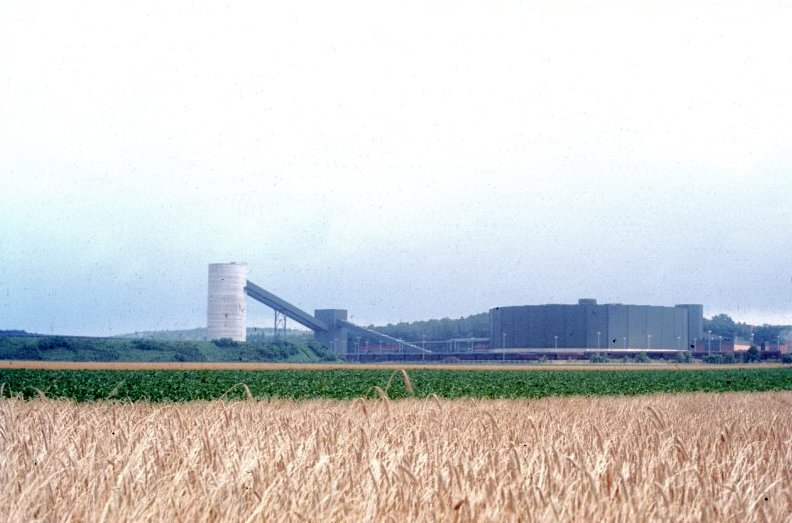
Schachten bij Ratheim met kolenwasinstallatie (1987)

Door uitbreiding van de exploitatie naar het noordwesten werd de bouw van een nieuwe centrale schachtinstallatie nodig. Hiertoe werd in de jaren 1950 luchtschacht 4 omgebouwd tot een productieschacht. De meeste steenkoolvelden van de concessie vallen binnen een straal van 7,5 km rond deze schacht. De nieuwe productieschacht werd in 1959 uitgerust met een moderne schachtbok van gewapend beton, ontworpen door de architect Fritz Schupp. In datzelfde jaar bereikte het personeelsbestand het record van 5669 medewerkers. (In 1986 gedaald tot zo'n 5000)
In 1958 werd het noordelijke deel van het concessieveld verworven door de Nederlandse staatsmijnen voor de exploitatie van de staatsmijn Beatrix. Er waren plannen om de Beatrixmijn te verbinden met de schachten van Sopia-Jacoba. De neergang van de Europese steenkoolindustrie verhinderde dat deze plannen werden uitgevoerd: Staatsmijn Beatrix werd in 1962 gesloten zonder ooit steenkool te hebben geproduceerd.
In 1960 werd schacht 5 in Wassenberg-Rosenthal in bedrijf genomen en werd met de aanleg van schacht 6/HK bij Ratheim begonnen. Deze schacht werd in 1964 voltooid en eveneens voorzien van een schachtbok van gewapend beton. In 1979 werd in Ratheim een kolensorteerinstallatie gebouwd, die in 1983 werd uitgebreid met een kolenwasinstallatie.

### Teruggang en sluiting

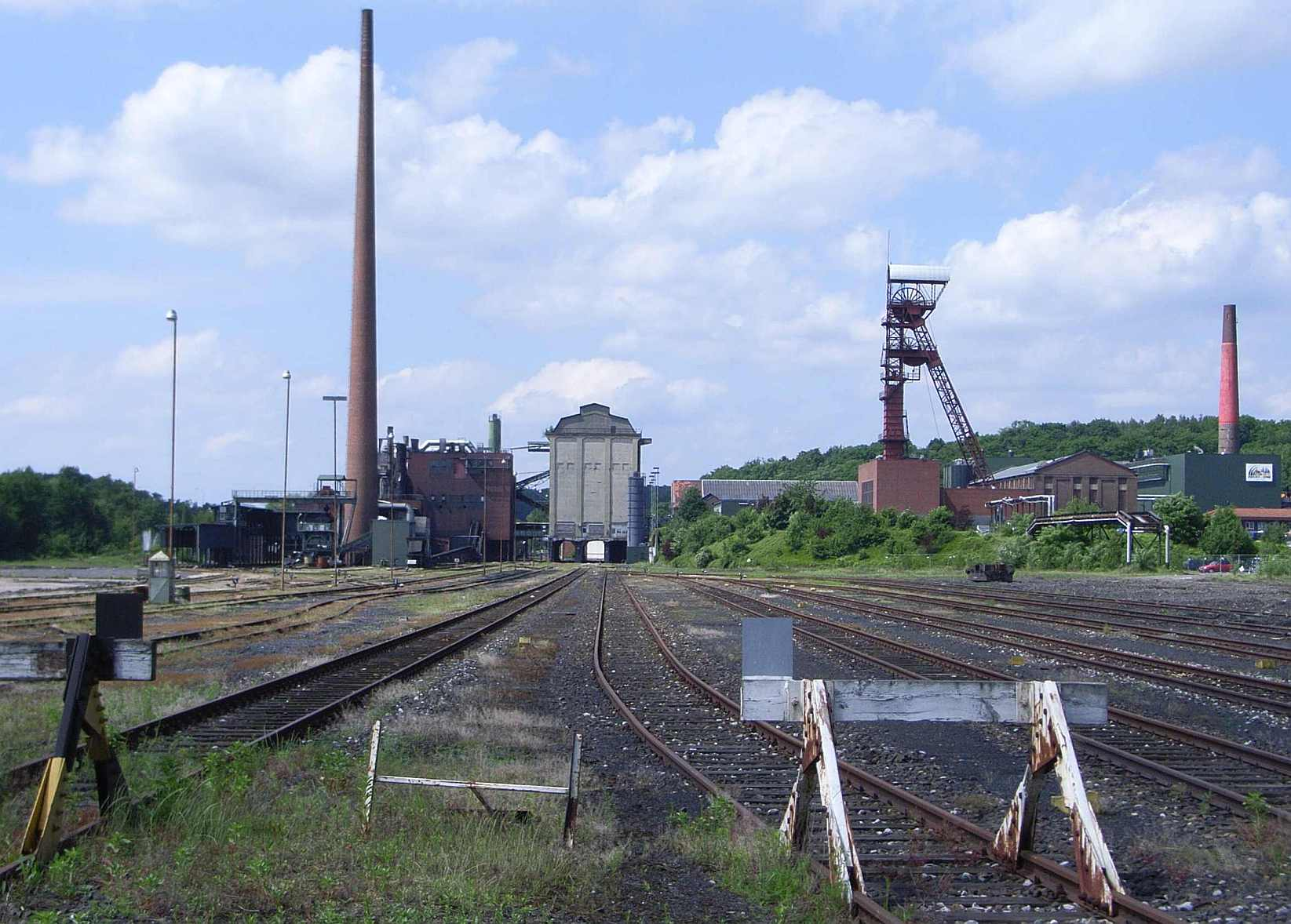
Distributiepunt "Am Landabsatz" met briketfabriek, Schachtbok 3 en elektriciteitscentrale

In 1973 had Robeco de aandelen van SHV overgenomen, die vervolgens in 1990 op Ruhrkohle AG overgingen, zodat de mijn na 70 jaar weer in Duits eigendom kwam. Hoewel de mijn in 1984 de recordhoeveelheid van 420 000 ton Extrazit produceerde werd steenkoolproduktie door veel Duitse politici (in het bijzonder de minister van economische zaken Jürgen Möllemann) als economisch onrendabel ingeschat, vergeleken met internationale producenten. In het begin van de jaren 1990 was er verzet van de kompels door een aantal stakingen en protestacties tegen de geplande stopzetting van de productie. Niettemin werd in november 1991 besloten dat de mijn in 1997 de productie zou staken.
Hoewel de steenkoolvoorraden voldoende waren voor een productie van nog 100 jaar, werd op 27 maart 1997 de laatste steenkool naar boven gebracht en werd de mijn op 30 juni 1997 gesloten. De elektriciteitscentrale en de briketfabriek op het mijnterrein gingen over op de Eschweiler Bergwerks-Verein (EBV).
Ondanks dat de historische directiegebouwen op de monumentenlijst stonden, werden ze wegens onherstelbare mijnschade in de winter van 2006/2007 gesloopt. Met de sluiting van de laatste Duitse steenkoolbriketfabiek, wegens een sterk krimpend afzetgebied, eindigde in de regio Hückelhoven-Ratheim het steenkooltijdperk definitief op 31 maart 2008 (11 jaar na de sluiting van het ondergrondse bedrijf). De gebouwen van de briketfabriek werden in februari 2009 gesloopt.
De elektriciteitscentrale op het voormalige mijnterrein is nu nog de enig overgebleven industriële activiteit.

## Arbeiderswijk

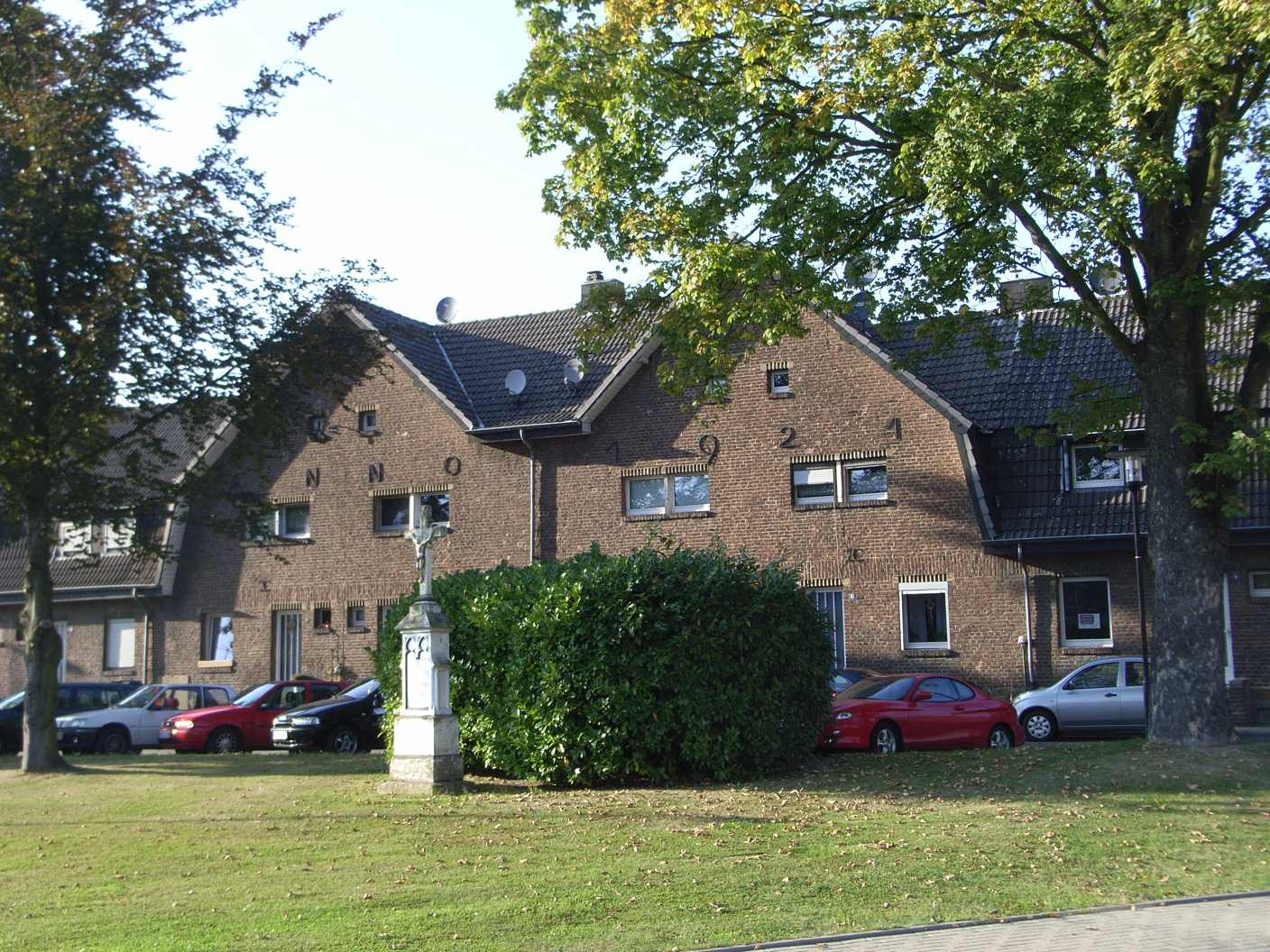
Arbeiderswoningen uit de jaren 1920 in Schaufenberg

Om het snel groeiend aantal kompels moderne woonruimte te verschaffen verrezen tussen 1915 en 1925 onder leiding van de Nederlandse architekt Emil Emanuel Strasser (de echtgenoot van Cato Berlage) arbeiderswijken in Hückelhoven en Schaufenberg.

## Steenbergen

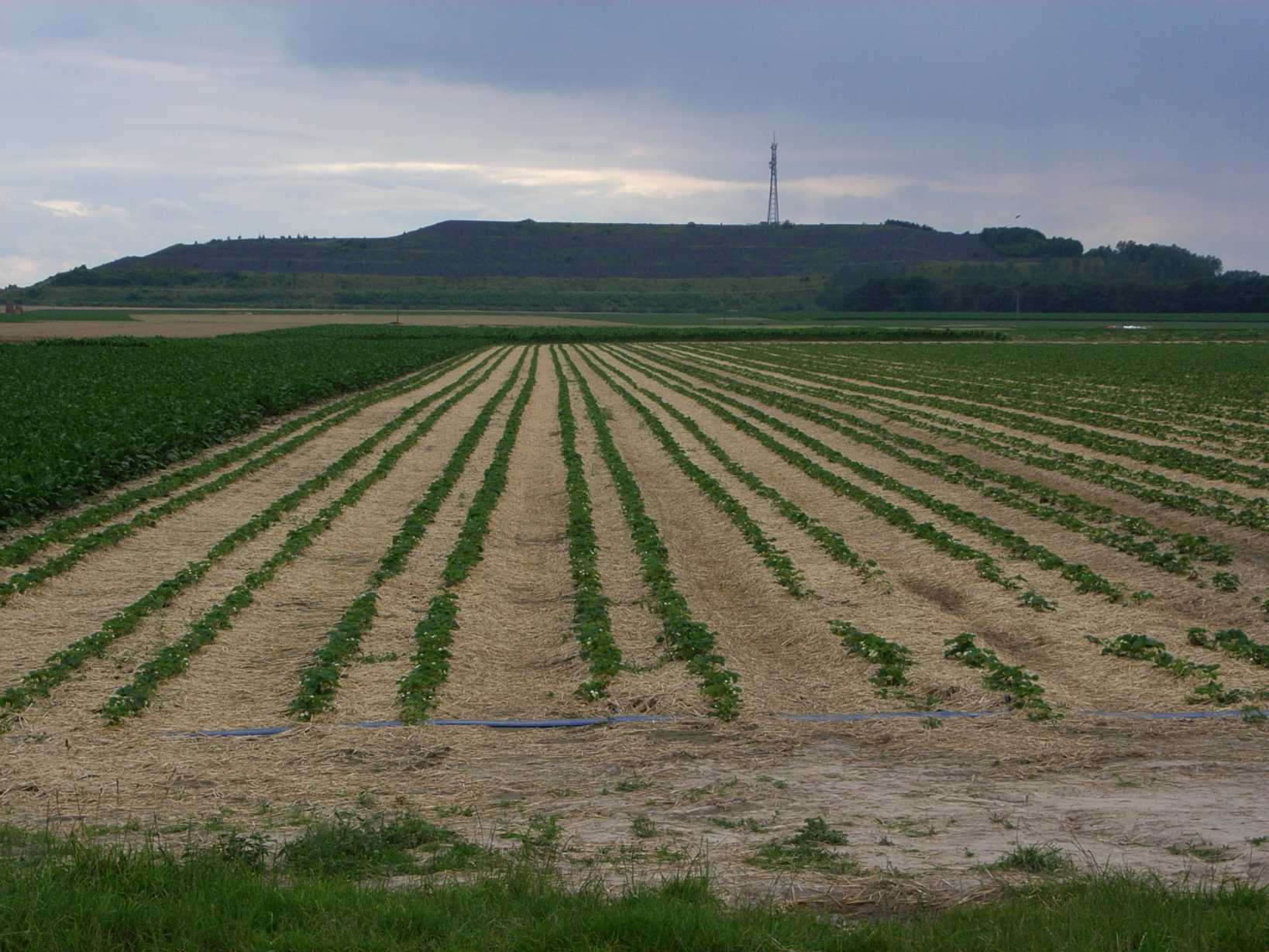
Ratheimer steenberg

Door de mijn zijn in de loop van haar exploitatie vier steenbergen aangelegd:
- De oudste steenberg grenst aan de Kantinenberg tussen Schaufenberg en Hückelhoven.
- De op een na oudste steenberg werd tussen Schaufenberg en Millig opgeworpen, deze is in de jaren 50 afgegraven om de aanwezige restkool nog te verwerken, er zijn nog enkele overblijfselen aan de Schaufenberger Straße.
- De 70 meter hoge Millicher Halde ligt aan de L117 tussen Millich en Hückelhoven en is tegenwoordig met wandelpaden en uitzichtpunten ingericht.
- De Ratheimer Halde ligt nog steeds zichtbaar aan de rand van de Roerdalslenk tussen Ratheim en Altmyhl. De steenberg werd tot aan de mijnsluiting in 1997 opgehoogd met steenslag uit de mijn, het hoogste punt ligt op 140 m boven NAP. De beplanting van de laagste delen stamt uit het midden van de jaren 1970, de bovenste delen zijn in de jaren 1990 aangeplant.

## Museum
Sinds de mijnsluiting houden ex-kompels de herinnering aan de mijnbouwgeschiedenis van de regio levend. Ze hebben de Förderverein Schacht 3 opgericht, die op het voormalig mijnterrein een mijnmuseum heeft ingericht, waar naast tentoonstellingen, rondleidingen en filmvoorstellingen ook vlooienmarkten worden georganiseerd. Precies tien jaar na de laatste steenkoolproductie werd op 27 maart 2007 in aanwezigheid van de voormalige Duitse minister van sociale zaken Norbert Blüm een bezoekersmijn officieel geopend, die volledig door de verenigingsleden werd ingericht.

## Drive-inbioscoop

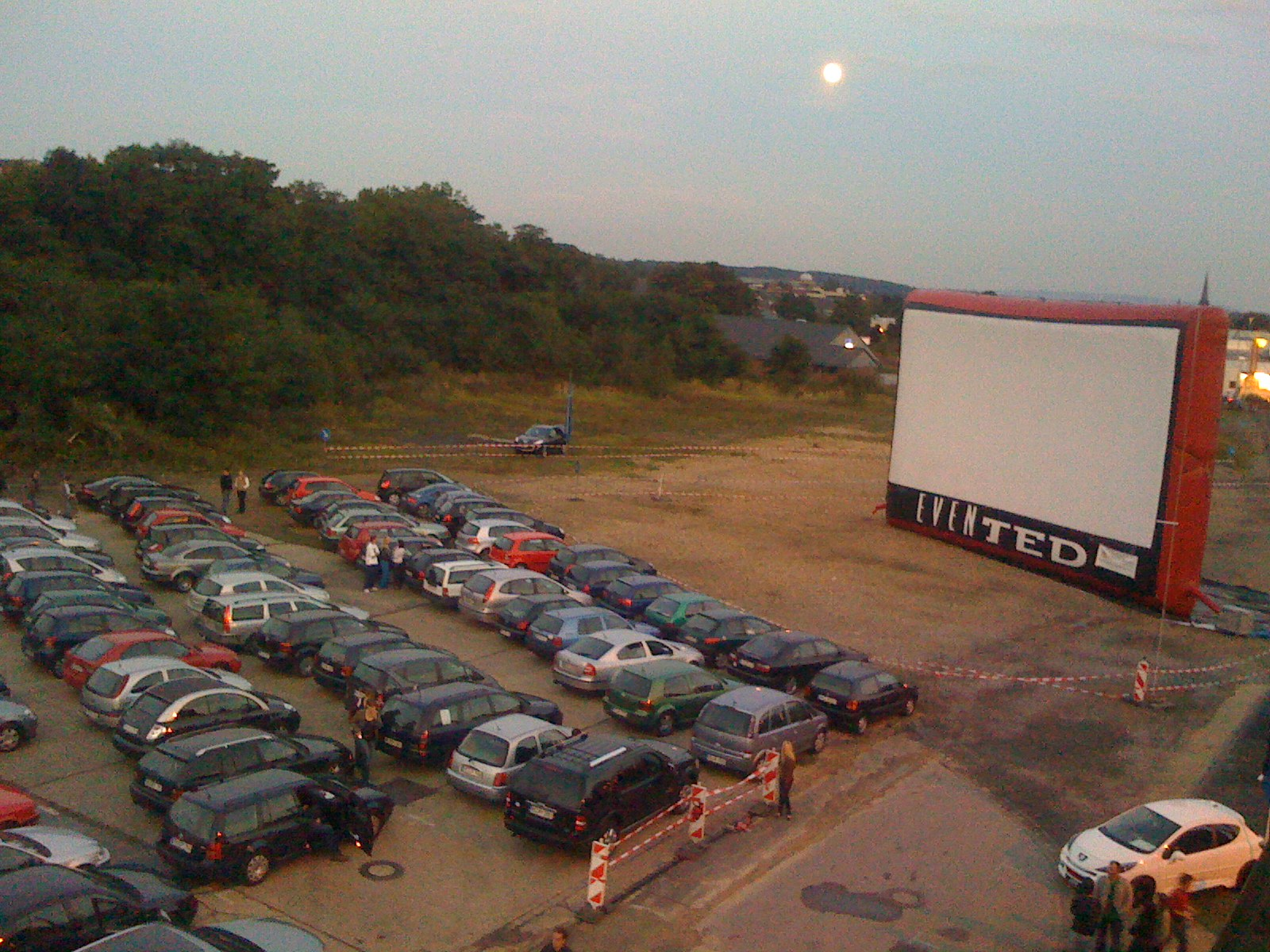
Drive-inbioscoop in Hückelhoven - Filmdoekafmeting 16×8 m

Sinds 2008 wordt het mijnterrein jaarlijks gebruikt als drive-inbioscoop voor de Hückelhovener Autokinonacht